# Irena Romih
Irena Romih, slovenska slikarka, * 18. december 1965, Celje. 
Leta 1990 je diplomirala na Akademiji za likovno umetnost v Ljubljani pri profesorju Emeriku Bernardu. Po diplomi je bila med leti 1990 in 1994 zaposlena kot oblikovalka v Steklarni Rogaška. Za oblikovanje embalaže za steklene izdelke je prejela nekaj nagrad. Leta 1994 je vpisala podiplomski študij pod mentorstvom prof. Metke Krašovec.
Danes deluje kot samostojna slikarka in ilustratorka v Ljubljani.